# Cidade Ademar
Cidade Ademar es un distrito ubicado en la zona sur de la ciudad de São Paulo, Brasil. Administrativamente pertenece a la subprefectura homónimia. Es el séptimo distrito más populoso de toda la ciudad de São Paulo. Su nombre fue puesto en honor a Ademar de Barros cuyo yerno era propietario de las tierras de la zona y quien, durante su gestión como Alcalde de São Paulo logró su nominación como distrito en 1946.

## Distritos limítrofes
- Jabaquara (norte)
- Municipio de Diadema (este)
- Pedreira (sur)
- Campo Grande y Santo Amaro (oeste)